# All Yours
All Yours (dt. Alles Deins; Eigenschreibweise: ALL YOURS) ist das siebte Studioalbum der japanischen Sängerin Crystal Kay. Das Album wurde am 20. Juni 2007 in Japan veröffentlicht und debütierte in der ersten Woche auf Platz 1 mit 51.211 verkauften Einheiten in den Oricon-Charts in Japan.

## Details zum Album
All Yours wurde in einer regulären und limitierten Version veröffentlicht. Die reguläre Version verfügt über 14 Musiktitel und die limitierte Version kommt mit einer DVD. Auf der DVD befinden sich drei Musikvideos und ein Auftritt zu Konna ni Chikaku de..., welcher vom Nodame Orchestra Konzert im Tokyo International Forum, aufgenommen wurde. Das Konzert fand am 28. Februar 2007 statt. Das Lied Dream World wurde als Titelmelodie für Werbungen von Tully's Coffee verwendet, Kay spielt auch in den Werbungen mit. Still wurde für die 2006 J-Wave Christmas Campaign verwendet, Lonely Girl wurde als Titelmelodie für die japanischsprachige Version von der US-amerikanischen Fernsehserie Lost verwendet und außerdem wurde das Lied Midnight Highway für GM Japan verwendet. Das Album All Yours ist Kay's einzige Nummer 1 in den Charts und wurde von der Recording Industry Association of Japan mit Gold ausgezeichnet.
- Katalognummern – Reguläre CD-Version: ESCL-3000;[3] Limitierte CD+DVD-Version: ESCL-2998[4]

## Titelliste

### CD
| #   | Titel                                      | Übersetzung               | Länge |
| --- | ------------------------------------------ | ------------------------- | ----- |
| 1.  | Konna ni Chikaku de... (こんなに近くで...) | Diese Nähe...             | 4:03  |
| 2.  | Dream World                                | Traumwelt                 | 3:45  |
| 3.  | Anytime                                    | Jederzeit                 | 4:43  |
| 4.  | Anata no Soba de (あなたのそばで)          | Neben dir                 | 4:32  |
| 5.  | Cherish                                    | Hegen                     | 4:08  |
| 6.  | Still                                      | Immer noch                | 4:58  |
| 7.  | Butterfly's Garden                         | Garten der Schmetterlinge | 3:40  |
| 8.  | Kitto Eien ni (きっと永遠に)               | Sicherlich für immer      | 5:02  |
| 9.  | Escalator                                  | Rolltreppe                | 4:58  |
| 10. | Sugar Rain                                 | Zuckerregen               | 4:46  |
| 11. | I Wanna Be                                 | Ich möchte sein           | 4:02  |
| 12. | Lonely Girl                                | Einsames Mädchen          | 4:00  |
| 13. | Midnight Highway                           | Mitternachtsautobahn      | 3:53  |
| 14. | Last Kiss                                  | Letzter Kuss              | 4:53  |

### DVD
| #  | Titel                  | Anmerkung                     |
| -- | ---------------------- | ----------------------------- |
| 1. | Kitto Eien ni          | Musikvideo                    |
| 2. | Konna ni Chikaku de... | Musikvideo                    |
| 3. | Anata no Soba de       | Musikvideo                    |
| 4. | Konna ni Chikaku de... | Nodame Orchestra Live Version |

## Verkaufszahlen und Charts-Platzierungen

### Charts
| Charts                               | Positionen |
| ------------------------------------ | ---------- |
| Tägliche Oricon Album-Charts         | 1          |
| Wöchentliche Oricon Album-Charts     | 1          |
| Jährliche Oricon Album-Charts (2007) | 83         |

### Verkäufe
| Charts              | Erste Woche | Insgesamt | Charts-Aufenthalt |
| ------------------- | ----------- | --------- | ----------------- |
| Oricon Album-Charts | 51.211      | 136.841   | 14 Wochen         |